# 第三セクター等改革推進債
第三セクター等改革推進債（だい3セクターとうかいかくすいしんさい）とは、地方財政法に規定されている第三セクターなどの抜本的な改革に必要な一定の経費の財務処理に充てる地方債の特例規定に基づいて、「地方公共団体の将来における財政の健全な運営に資すると認められる場合」に発行が認められる地方債である。

## 概要
債券発行の根拠となっている法律は、地方財政法第33条の5の7（公営企業の廃止等に係る地方債の特例）　地方公共団体（都道府県、市町村及び特別区に限る。以下この条において同じ。）は、平成21年度から平成25年度までの間に限り、次の各号に掲げる行為が当該地方公共団体の将来における財政の健全な運営に資すると認められる場合には、当該各号に定める経費の財源に充てるため、第5条の規定にかかわらず、地方債を起こすことができる。
発行団体は都道府県及び市区町村で、発行可能期間は平成21年度から平成25年度までの5年間の時限措置である。
発行にあたっては、発行団体において議会の議決が必要で、更に総務大臣又は都道府県知事の許可を受けなければならない。
対象は、以下のものである。
- 地方公共団体が経営する公営企業又は地方公共団体が加入する地方公共団体の組合などの廃止
- 土地開発公社の解散又は公社が行う業務の一部の廃止
- 地方公共団体がその借入金について損失補償を行っている法人及び地方公共団体が貸付金の貸付けを行っている法人の解散又はこれらの法人の事業の再生

（参考:地方道路公社、土地開発公社、住宅供給公社、第三セクター、第三セクター鉄道）
しかし2013年末に日本国政府は、発行対象を「2014年3月末までに抜本的改革に着手していること」を条件として追加したため、619法人が発行対象から外れ、また、うち395法人は清算も困難となっている。

## 趣旨
- 地方公共団体の財政の健全化に関する法律 - 2009年4月1日に施行された
- 第三セクター、地方公社及び公営企業の抜本的改革の推進に関する報告書 (PDF)

## 発行団体の一覧
発行した団体
- 稚内市（北海道）
  - 第三セクター（稚内全日空ホテル初代運営会社）の特別清算に伴う市の債務保証分の損失補償として約18億円を起債した。
- 三浦市（神奈川県）
  - 土地開発公社を解散する際に発行した[2]。
- 高知市（高知県）
  - 土地開発公社を解散する際に59億円発行した。
- 茨城県
  - 茨城県住宅供給公社を解散するため[3]。
- 高萩市（茨城県）
  - 高萩市住宅公社を解散するために47億円発行した。
- 古河市（茨城県）
  - 古河市住宅公社を解散するため。
- 姫路市（兵庫県）
  - 姫路市土地開発公社を解散するため[4]に33億円発行した。

など
発行を予定している団体
- 千葉市
  - 土地開発公社の解散のために
- 横浜市
  - 土地開発公社の解散のために。2013年度に解散する。
- 大阪市
  - 土地開発公社の解散のために

発行を検討している団体
- 岐阜県
  - 2012年度を目処にした岐阜県道路公社解散のために。
- 山口県
  - 山口県道路公社、山口県住宅供給公社、山口県土地開発公社の解散のために。
- 釧路市（北海道）
  - 釧路市土地開発公社と釧路振興公社の解散のために。
- 奥州市（岩手県）
  - 奥州市土地開発公社の解散のため。

など